# Tamanique
Tamanique é um município localizado no departamento de La Libertad, em El Salvador. Sua população estimada em 2013 era de 15 119 habitantes.

## Transporte
O município de Tamanique é servido pela seguinte rodovia:
- LIB-16  que liga a cidade ao município de Jayaque
- LIB-22  que liga a cidade de Jicalapa ao município de San Salvador
- LIB-36  que liga a cidade ao município de Santa Tecla
- CA-02, que liga o distrito de Jujutla (Departamento de Ahuachapán)(e a Fronteira El Salvador-Guatemala, na cidade de Moyuta) à cidade de La Unión (Departamento de La Unión)
- LIB-39, LIB-17, que ligam vários cantões do município [2]